# Касата

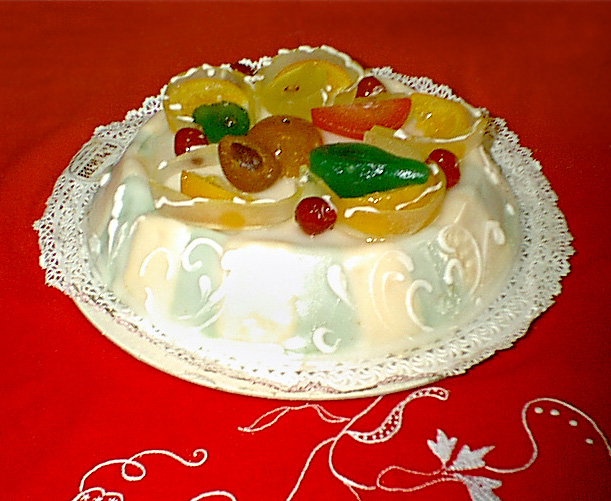

Касата або сицилійська касата — традиційна солодка страва з Палермо, Сицилія (Італія). Касата також може означати неаполітанський різновид морозива з льодяниками, сушеними фруктами та горіхами.

## Традиційна
Сицилійська касата складається з круглого бісквіту, змоченого фруктовим соком або лікером, а також шарів рикоти, цукатів, і шоколадного або ванільного наповнювача. Верхній шар касати покривається марципанами, рожевими і зеленими пастельними льодяниками, а також іншими прикрасами. Або ж зверху касата покривається зацукрованими фруктами, а також скибочками цитрусових, характерних для Сицилії.

## Альтернативна

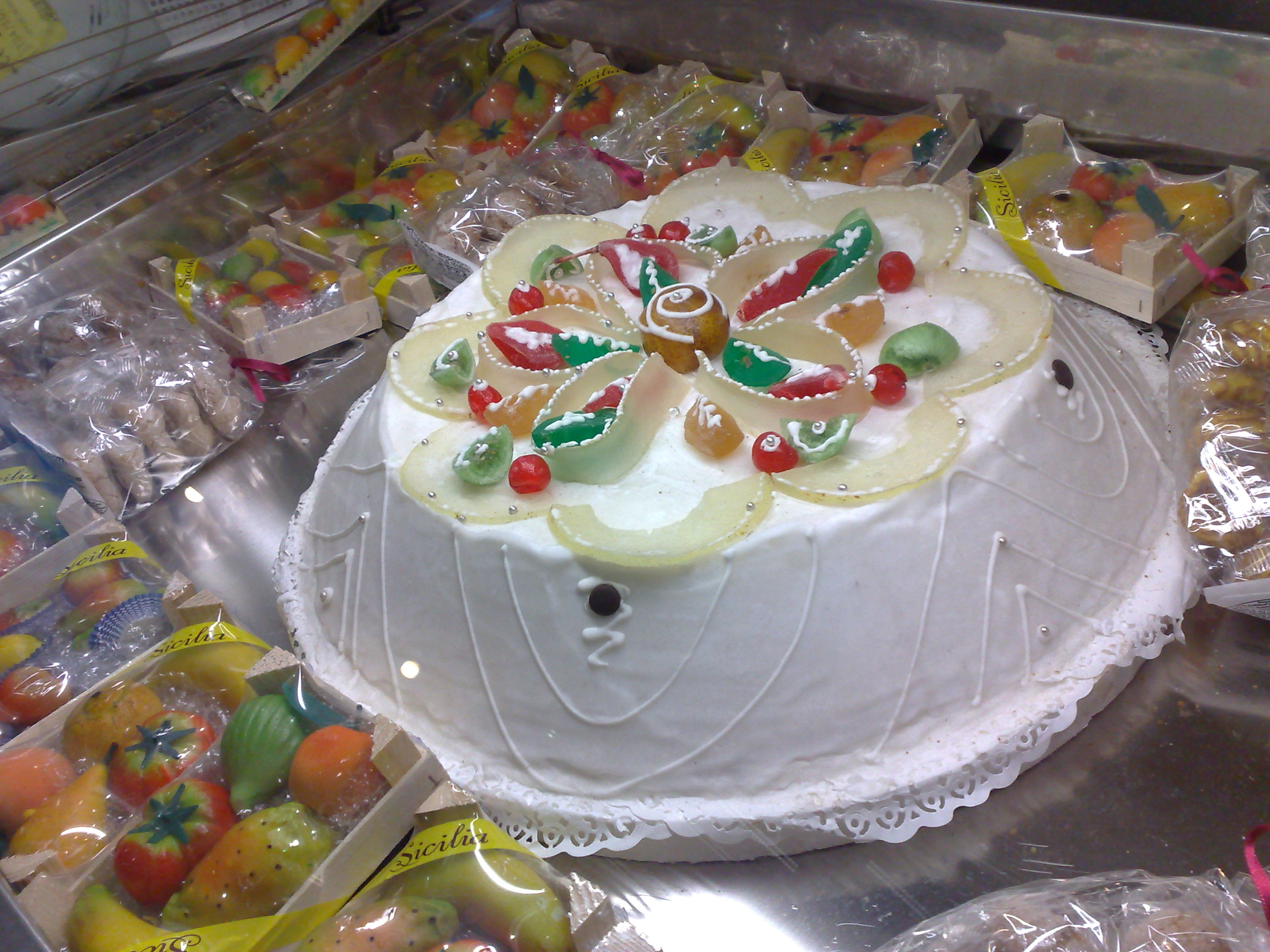

На відміну від традиційного круглої, іноді касату готують з прямокутною основою. При виготовленні касати шари рикоти можуть бути замінені на морозиво.
Дуже рідко касату готують як пиріг: вкриту з усіх боків рикотою і запечену в духовці.